# Jarfaiter
Jarfaiter   (Piedralaves, c. 1991) és un raper independent considerat una de les principals figures del «rap quinqui» i de la renovació del rap a Espanya.

## Biografia
Jarfaiter va néixer a Piedralaves i va créixer al barri madrileny de Cuatro Caminos. Durant la infància li va començar a agradar el rap, i de jove també va escoltar grups de punk com Cicatriz o Arpaviejas, i altres estils musicals com la rumba i el flamenc, estils que l'han influït notablement a les seves cançons. El 2015, després de 3 maquetes, va publicar el seu primer disc Antihéroe.
El 2017 va autoeditar Criminal Nadsat, el seu segon disc, que incloïa algunes de les seves cançons més conegues com «Original quinqui» o «Presto presto».
L'estil de Jarfaiter, que ell defineix com a «opera criminal o funky delicte», es caracteritza per les referències i lloances contínues a la violència antisistema i/o antifeixista, i a la vida als baixos fons de Madrid. En el seu videoclip «A mi pueblo», Jarfaiter, «amb base folklòrica» i «un deix a reggaeton», realitza una oda a Piedralaves.

## Discografia
- 2015: Antihéroe
- 2017: Criminal Nadsat
- 2019: El Auténtico Cabrón[6]
- 2021: Picaresca
- 2021: Predator